# Underneath Your Clothes
Underneath Your Clothes (2002) is de tweede single van Shakira's studioalbum Laundry Service.

## Hitnotering
| "Underneath your clothes" in de Nederlandse Top 40 - binnen 08-06-2002 | "Underneath your clothes" in de Nederlandse Top 40 - binnen 08-06-2002 | "Underneath your clothes" in de Nederlandse Top 40 - binnen 08-06-2002 | "Underneath your clothes" in de Nederlandse Top 40 - binnen 08-06-2002 | "Underneath your clothes" in de Nederlandse Top 40 - binnen 08-06-2002 | "Underneath your clothes" in de Nederlandse Top 40 - binnen 08-06-2002 | "Underneath your clothes" in de Nederlandse Top 40 - binnen 08-06-2002 | "Underneath your clothes" in de Nederlandse Top 40 - binnen 08-06-2002 | "Underneath your clothes" in de Nederlandse Top 40 - binnen 08-06-2002 | "Underneath your clothes" in de Nederlandse Top 40 - binnen 08-06-2002 | "Underneath your clothes" in de Nederlandse Top 40 - binnen 08-06-2002 | "Underneath your clothes" in de Nederlandse Top 40 - binnen 08-06-2002 | "Underneath your clothes" in de Nederlandse Top 40 - binnen 08-06-2002 | "Underneath your clothes" in de Nederlandse Top 40 - binnen 08-06-2002 | "Underneath your clothes" in de Nederlandse Top 40 - binnen 08-06-2002 | "Underneath your clothes" in de Nederlandse Top 40 - binnen 08-06-2002 | "Underneath your clothes" in de Nederlandse Top 40 - binnen 08-06-2002 |
| Week                                                                   | 1                                                                      | 2                                                                      | 3                                                                      | 4                                                                      | 5                                                                      | 6                                                                      | 7                                                                      | 8                                                                      | 9                                                                      | 10                                                                     | 11                                                                     | 12                                                                     | 13                                                                     | 14                                                                     | 15                                                                     |                                                                        |
| ---------------------------------------------------------------------- | ---------------------------------------------------------------------- | ---------------------------------------------------------------------- | ---------------------------------------------------------------------- | ---------------------------------------------------------------------- | ---------------------------------------------------------------------- | ---------------------------------------------------------------------- | ---------------------------------------------------------------------- | ---------------------------------------------------------------------- | ---------------------------------------------------------------------- | ---------------------------------------------------------------------- | ---------------------------------------------------------------------- | ---------------------------------------------------------------------- | ---------------------------------------------------------------------- | ---------------------------------------------------------------------- | ---------------------------------------------------------------------- | ---------------------------------------------------------------------- |
| Nummer                                                                 | 29                                                                     | 27                                                                     | 2                                                                      | 1                                                                      | 1                                                                      | 1                                                                      | 1                                                                      | 2                                                                      | 2                                                                      | 2                                                                      | 4                                                                      | 13                                                                     | 19                                                                     | 27                                                                     | 30                                                                     | uit                                                                    |

| "Underneath your clothes" in de Nederlandse Single Top 100 - binnen: 22-06-2002 | "Underneath your clothes" in de Nederlandse Single Top 100 - binnen: 22-06-2002 | "Underneath your clothes" in de Nederlandse Single Top 100 - binnen: 22-06-2002 | "Underneath your clothes" in de Nederlandse Single Top 100 - binnen: 22-06-2002 | "Underneath your clothes" in de Nederlandse Single Top 100 - binnen: 22-06-2002 | "Underneath your clothes" in de Nederlandse Single Top 100 - binnen: 22-06-2002 | "Underneath your clothes" in de Nederlandse Single Top 100 - binnen: 22-06-2002 | "Underneath your clothes" in de Nederlandse Single Top 100 - binnen: 22-06-2002 | "Underneath your clothes" in de Nederlandse Single Top 100 - binnen: 22-06-2002 | "Underneath your clothes" in de Nederlandse Single Top 100 - binnen: 22-06-2002 | "Underneath your clothes" in de Nederlandse Single Top 100 - binnen: 22-06-2002 | "Underneath your clothes" in de Nederlandse Single Top 100 - binnen: 22-06-2002 | "Underneath your clothes" in de Nederlandse Single Top 100 - binnen: 22-06-2002 | "Underneath your clothes" in de Nederlandse Single Top 100 - binnen: 22-06-2002 | "Underneath your clothes" in de Nederlandse Single Top 100 - binnen: 22-06-2002 | "Underneath your clothes" in de Nederlandse Single Top 100 - binnen: 22-06-2002 | "Underneath your clothes" in de Nederlandse Single Top 100 - binnen: 22-06-2002 | "Underneath your clothes" in de Nederlandse Single Top 100 - binnen: 22-06-2002 | "Underneath your clothes" in de Nederlandse Single Top 100 - binnen: 22-06-2002 | "Underneath your clothes" in de Nederlandse Single Top 100 - binnen: 22-06-2002 | "Underneath your clothes" in de Nederlandse Single Top 100 - binnen: 22-06-2002 | "Underneath your clothes" in de Nederlandse Single Top 100 - binnen: 22-06-2002 |
| Week                                                                            | 1                                                                               | 2                                                                               | 3                                                                               | 4                                                                               | 5                                                                               | 6                                                                               | 7                                                                               | 8                                                                               | 9                                                                               | 10                                                                              | 11                                                                              | 12                                                                              | 13                                                                              | 14                                                                              | 15                                                                              | 16                                                                              | 17                                                                              | 18                                                                              | 19                                                                              | 20                                                                              |                                                                                 |
| ------------------------------------------------------------------------------- | ------------------------------------------------------------------------------- | ------------------------------------------------------------------------------- | ------------------------------------------------------------------------------- | ------------------------------------------------------------------------------- | ------------------------------------------------------------------------------- | ------------------------------------------------------------------------------- | ------------------------------------------------------------------------------- | ------------------------------------------------------------------------------- | ------------------------------------------------------------------------------- | ------------------------------------------------------------------------------- | ------------------------------------------------------------------------------- | ------------------------------------------------------------------------------- | ------------------------------------------------------------------------------- | ------------------------------------------------------------------------------- | ------------------------------------------------------------------------------- | ------------------------------------------------------------------------------- | ------------------------------------------------------------------------------- | ------------------------------------------------------------------------------- | ------------------------------------------------------------------------------- | ------------------------------------------------------------------------------- | ------------------------------------------------------------------------------- |
| Nummer                                                                          | 5                                                                               | 2                                                                               | 2                                                                               | 2                                                                               | 2                                                                               | 2                                                                               | 3                                                                               | 2                                                                               | 2                                                                               | 9                                                                               | 10                                                                              | 15                                                                              | 22                                                                              | 24                                                                              | 29                                                                              | 40                                                                              | 49                                                                              | 59                                                                              | 75                                                                              | 79                                                                              | uit                                                                             |

| "Underneath your clothes" in de Vlaamse Ultratop 50 - binnen: 15-06-2002 | "Underneath your clothes" in de Vlaamse Ultratop 50 - binnen: 15-06-2002 | "Underneath your clothes" in de Vlaamse Ultratop 50 - binnen: 15-06-2002 | "Underneath your clothes" in de Vlaamse Ultratop 50 - binnen: 15-06-2002 | "Underneath your clothes" in de Vlaamse Ultratop 50 - binnen: 15-06-2002 | "Underneath your clothes" in de Vlaamse Ultratop 50 - binnen: 15-06-2002 | "Underneath your clothes" in de Vlaamse Ultratop 50 - binnen: 15-06-2002 | "Underneath your clothes" in de Vlaamse Ultratop 50 - binnen: 15-06-2002 | "Underneath your clothes" in de Vlaamse Ultratop 50 - binnen: 15-06-2002 | "Underneath your clothes" in de Vlaamse Ultratop 50 - binnen: 15-06-2002 | "Underneath your clothes" in de Vlaamse Ultratop 50 - binnen: 15-06-2002 | "Underneath your clothes" in de Vlaamse Ultratop 50 - binnen: 15-06-2002 | "Underneath your clothes" in de Vlaamse Ultratop 50 - binnen: 15-06-2002 | "Underneath your clothes" in de Vlaamse Ultratop 50 - binnen: 15-06-2002 | "Underneath your clothes" in de Vlaamse Ultratop 50 - binnen: 15-06-2002 | "Underneath your clothes" in de Vlaamse Ultratop 50 - binnen: 15-06-2002 | "Underneath your clothes" in de Vlaamse Ultratop 50 - binnen: 15-06-2002 | "Underneath your clothes" in de Vlaamse Ultratop 50 - binnen: 15-06-2002 | "Underneath your clothes" in de Vlaamse Ultratop 50 - binnen: 15-06-2002 | "Underneath your clothes" in de Vlaamse Ultratop 50 - binnen: 15-06-2002 | "Underneath your clothes" in de Vlaamse Ultratop 50 - binnen: 15-06-2002 | "Underneath your clothes" in de Vlaamse Ultratop 50 - binnen: 15-06-2002 |
| Week                                                                     | 1                                                                        | 2                                                                        | 3                                                                        | 4                                                                        | 5                                                                        | 6                                                                        | 7                                                                        | 8                                                                        | 9                                                                        | 10                                                                       | 11                                                                       | 12                                                                       | 13                                                                       | 14                                                                       | 15                                                                       | 16                                                                       | 17                                                                       | 18                                                                       | 19                                                                       | 20                                                                       |                                                                          |
| ------------------------------------------------------------------------ | ------------------------------------------------------------------------ | ------------------------------------------------------------------------ | ------------------------------------------------------------------------ | ------------------------------------------------------------------------ | ------------------------------------------------------------------------ | ------------------------------------------------------------------------ | ------------------------------------------------------------------------ | ------------------------------------------------------------------------ | ------------------------------------------------------------------------ | ------------------------------------------------------------------------ | ------------------------------------------------------------------------ | ------------------------------------------------------------------------ | ------------------------------------------------------------------------ | ------------------------------------------------------------------------ | ------------------------------------------------------------------------ | ------------------------------------------------------------------------ | ------------------------------------------------------------------------ | ------------------------------------------------------------------------ | ------------------------------------------------------------------------ | ------------------------------------------------------------------------ | ------------------------------------------------------------------------ |
| Nummer                                                                   | 20                                                                       | 3                                                                        | 1                                                                        | 1                                                                        | 1                                                                        | 1                                                                        | 1                                                                        | 1                                                                        | 2                                                                        | 3                                                                        | 5                                                                        | 6                                                                        | 6                                                                        | 10                                                                       | 15                                                                       | 19                                                                       | 22                                                                       | 28                                                                       | 31                                                                       | 35                                                                       | uit                                                                      |

### NPO Radio 2 Top 2000
| Nummer met noteringen in de NPO Radio 2 Top 2000 | '07  | '08 | '09  | '10  |
| ------------------------------------------------ | ---- | --- | ---- | ---- |
| Underneath Your Clothes                          | 1775 | -   | 1860 | 1832 |

1. ↑  Een '-' betekent dat het nummer niet was genoteerd en een vetgedrukt getal geeft de hoogste notering aan.
2. ↑  2007 was het eerste jaar met een notering voor dit nummer.
3. ↑  Deze tabel is bijgewerkt tot en met de laatste editie (2024).